# Neophyllaphis lanata
Neophyllaphis lanata är en insektsart. Neophyllaphis lanata ingår i släktet Neophyllaphis och familjen långrörsbladlöss. Inga underarter finns listade i Catalogue of Life.